# Mulde
De Mulde is een zijrivier van de Elbe in de Duitse deelstaten Saksen en Saksen-Anhalt. De rivier is 124 km lang (of 290 km, als haar langste bronrivier wordt meegerekend) en is niet bevaarbaar: ze staat bekend als de snelst stromende rivier van Midden-Europa.
De Mulde ontstaat even ten noorden van Colditz uit de samenvloeiing van de westelijke Zwickauer Mulde (166 km) en de oostelijke Freiberger Mulde (124 km), die beide in het Ertsgebergte ontspringen.
De Zwickauer Mulde heeft haar twee bronnen in het Vogtland: de Rode Mulde (Rote Mulde) en de Witte Mulde (Weiße Mulde), die zich verenigen in een stuwmeer, de Muldenberger Talsperre. De Zwickauer Mulde stroomt via Aue, Zwickau en Glauchau naar het noorden.
De Freiberger Mulde ontspringt in het Oostelijke Ertsgebergte, nog net in Tsjechië, waar ze Moldavský potok heet. Freiberg en Döbeln zijn de grootste plaatsen aan deze rivier.
De Freiberger Mulde heeft een relatief grote linker zijrivier, de Zschopau, die onderstaande eigenschappen bezit: 
- Lengte: circa 130 km.
- Monding bij Schweta, gem. Döbeln, op 155 meter boven zeeniveau.
- Steden langs de rivier: Waldheim en Zschopau.
- Bron bij de Fichtelberg in het Ertsgebergte, op ruim 1.070 meter boven zeeniveau.
- Niet bevaarbaar.

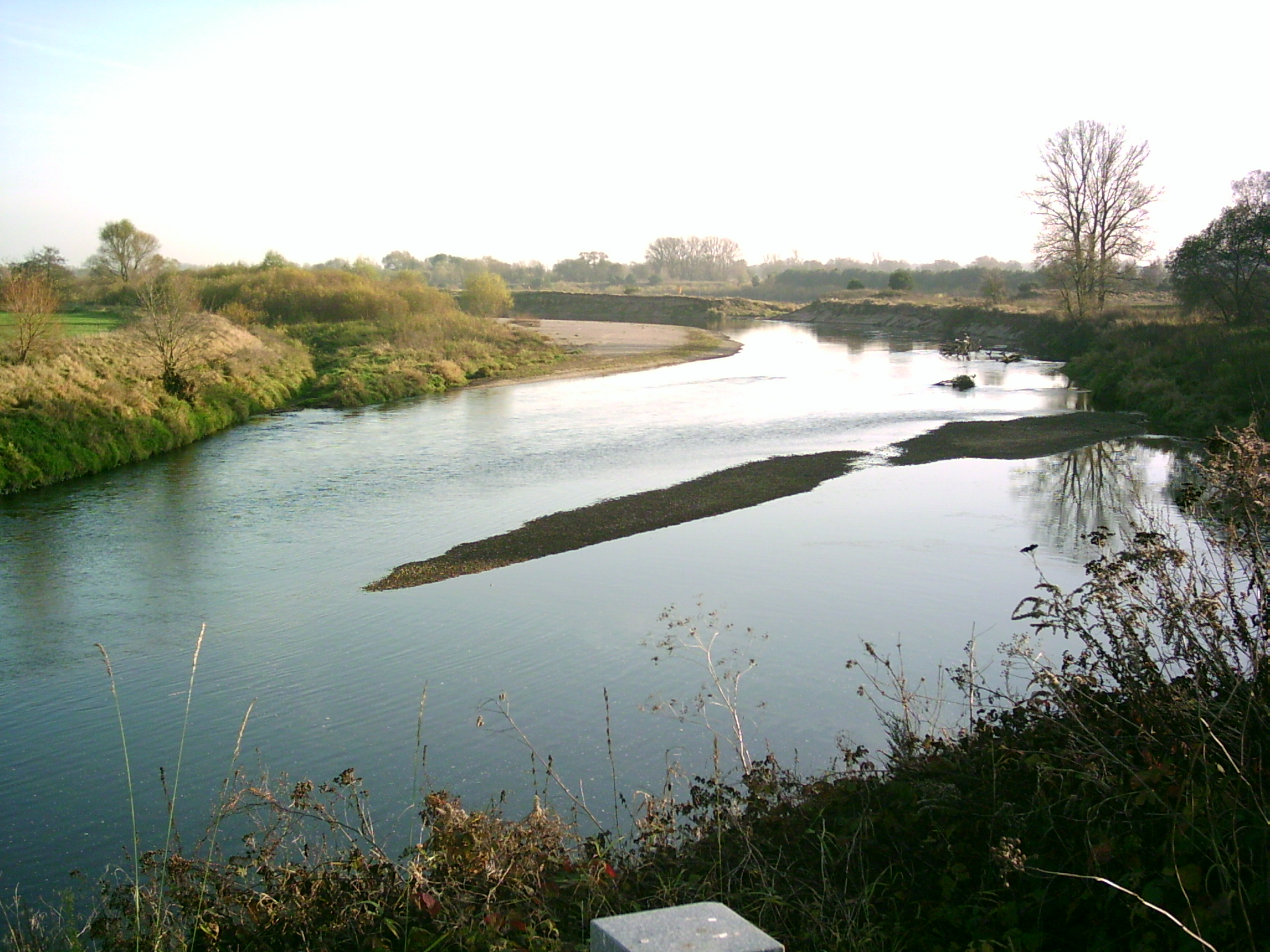
De Mulde bij Bad Düben
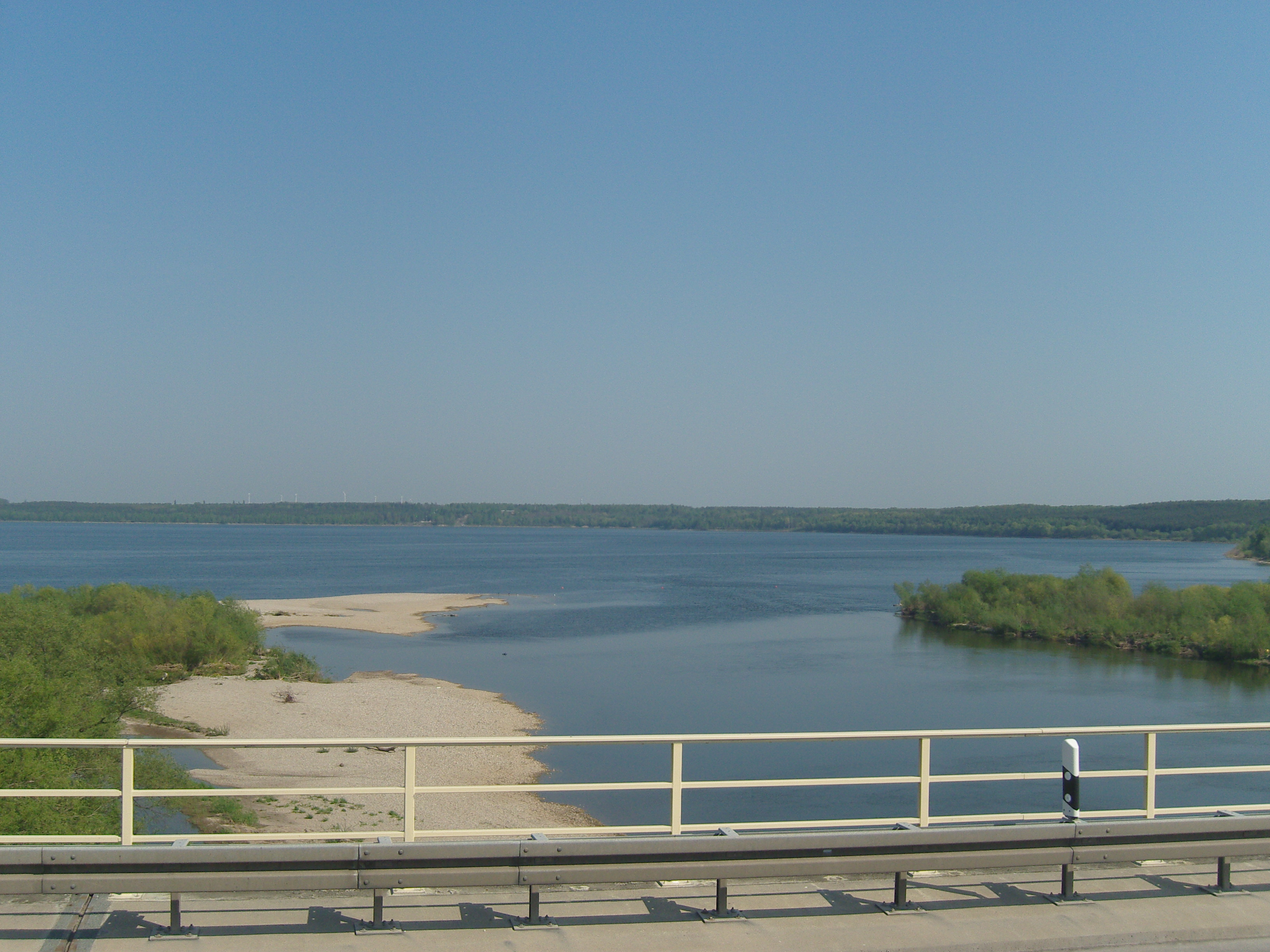
Het meer Muldestausee
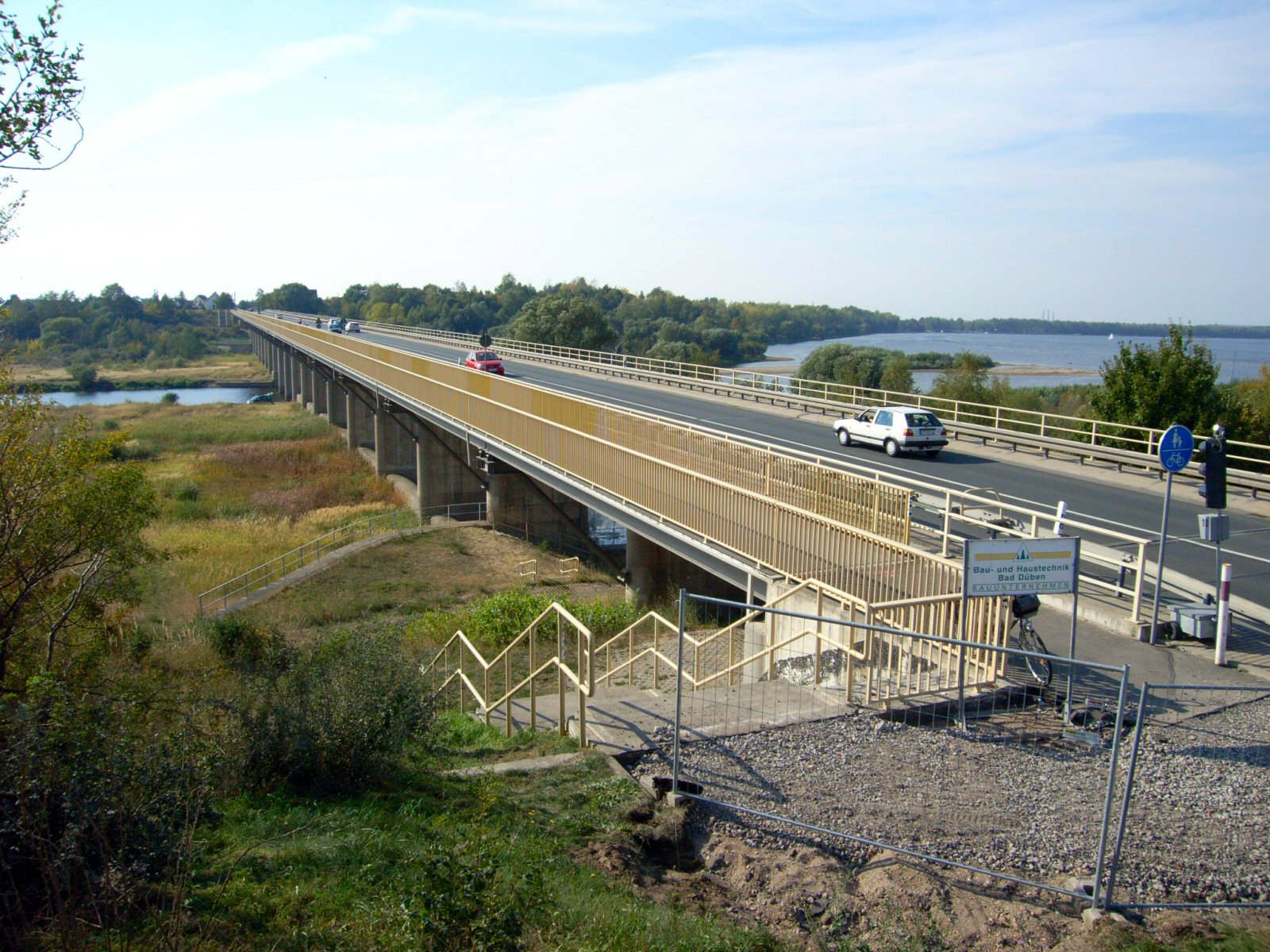
Instroom van de Mulde in dit meer
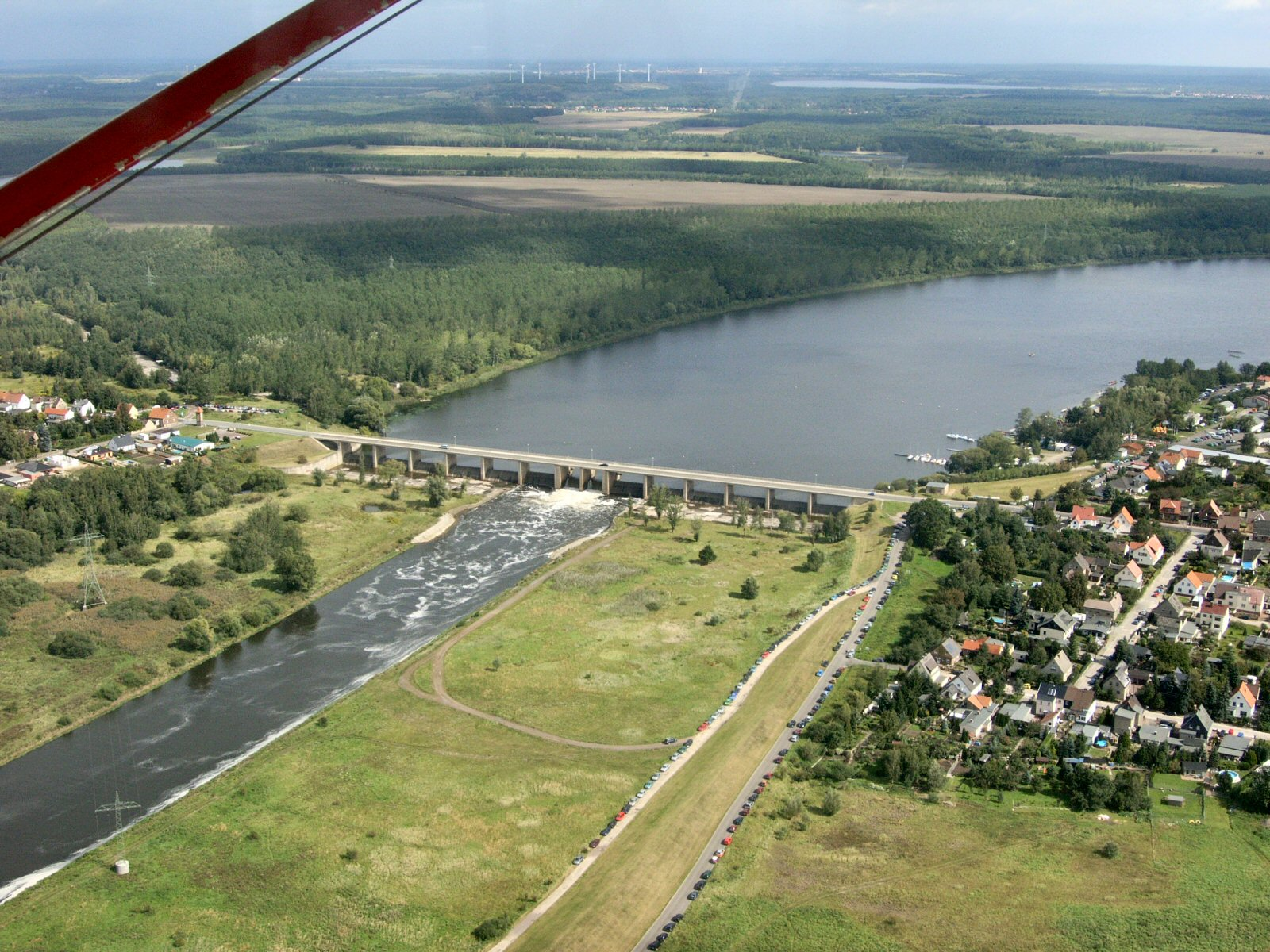
Uitstroom van de Mulde uit dit meer

De verenigde Mulde stroomt in noordelijke richting en mondt even voorbij Dessau uit in de Elbe. Op dit traject ligt het stadje Grimma, dat in 2002 bij de Jahrhundertflut, de grote overstromingen in het stroomgebied van de Elbe, zwaar beschadigd werd.
Stroomafwaarts van de huidige gemeente Bitterfeld-Wolfen is de Mulde tussen circa 1910 en 1993 sterk vervuild geraakt. Oorzaken hiervan waren vooral de chemische industrie in die gemeente. Wellicht was de Mulde omstreeks 1988 een van de zwaarst vervuilde oppervlaktewateren van geheel Duitsland (Oost en West samen). In de ooibossen langs de benedenloop van de Mulde bijvoorbeeld, zijn in 2005 nog sporen aangetroffen van de tot 1984 in de DDR uitgeoefende fabricage van het bestrijdingsmiddel lindaan.  Na de Duitse hereniging van 1990 is de chemische industrie rond Bitterfeld ingrijpend gesaneerd, waarbij ook miljarden D-Marken en, vanaf 2001, euro's zijn geïnvesteerd in voorkoming en herstel van milieuschade. Ten oosten van Bitterfeld bevindt zich sinds 1975 een door demping van bruinkoolmijnen ontstaan stuwmeer, de Muldestausee, die in een gemeente met diezelfde naam ligt. Dit na 1993 gesaneerde stuwmeer (630 hectare groot, 9 km lang) maakt met andere meren deel uit van een groot project, om het troosteloze mijnbouw- en industrielandschap bij Bitterfeld-Wolfen te herscheppen in een merenlandschap met recreatiefaciliteiten en nieuwe natuur.
- Gemeinsame Normdatei: 4101761-4
- Nationale Bibliotheek van Tsjechië: ge627905
- Virtual International Authority File: 247666676

- Gemeinsame Normdatei: 4101761-4
- Nationale Bibliotheek van Tsjechië: ge627905
- Virtual International Authority File: 247666676